# Шихлінська Нігяр
 Нігяр Гусейн Ефенді гизи Шихлінська  (аз. Nigar Hüseyn Əfəndi qızı Şıxlinskaya, до шлюбу Гаібзаде (Гаібова), 10 жовтня 1871, або 21 березня 1878 р. Тифліс, Російська імперія — 15 серпня 1931 р. Баку, СРСР) — азербайджанська громадська і суспільна діячка. Перша сестра жалібниця з Азербайджану, учасниця Першої світової війни.

## Життєпис
Нігяр Шихлінська народилась або 10.08.1871 р., або 21.03.1878 р. в Тифлісі в багатодітній родині тодішнього закавказького муфтія Мірзи Гусейна Гаібова. Світські й просвітницькі погляди батька сприяли тому, що його доньки отримали повноцінну світську освіту. Нігяр закінчила російську гімназію в Тифлісі та Закавказький інститут шляхетних панянок. Володіла багатьома іноземними мовами. Тривалий час допомагала батькові в його активній суспільній діяльності.
Першим чоловіком Нігяр був Дервіш бек Палавандов, представник щнатної грузинської родини. Проте шлюб не був щасливий. Чоловік помер у 1907 р., сина, Хосрова, вкрав дядько і вивіз до Туреччини, де той помер у віці 8 років. В 1909 р. одружилася з давно коханим чоловіком — військовиком Алі-Агою Шихлінським, на той час полковником.

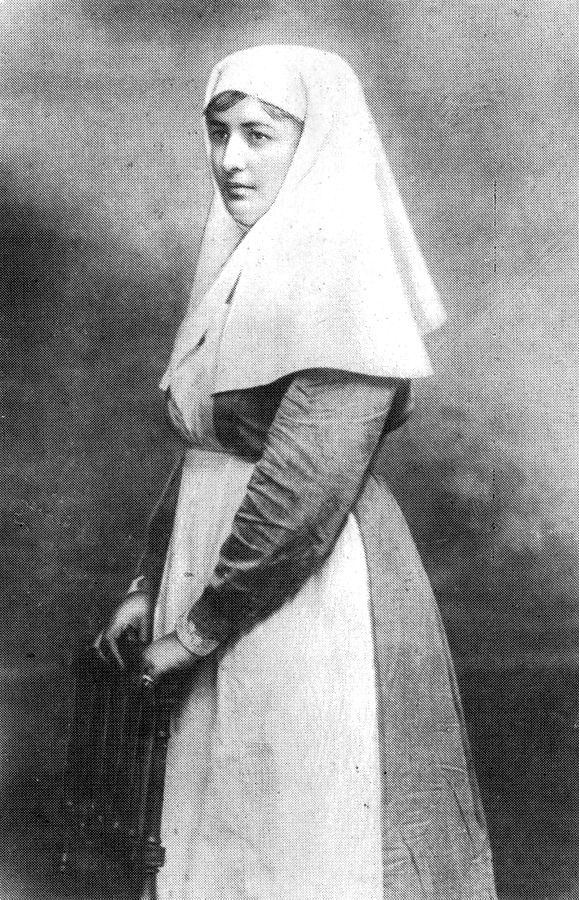
Сестра жалібниця Нігяр Шихлінська у 1914 р.

Під час Першої світової війни активно долучилася до діяльності Червоного хреста як сестра жалібниця. Очолила Лікарню дамського комітету офіцерської артилерійської школи при Червоному хресті (лікарня отримає назву «клініка Шихлінської»). Супроводжує чоловіка на фронті. Вояки через її турботу за пораненими кликали її «матінкою». В процесі догляду за пораненими допомагала воякам-мусульманам писати листи додому їх рідними мовами. Чоловік згадував: Моя дружина постійно перебувала в шпиталі, і крім своїх обов'язків очільниці комітету, постійно писала пораненим солдатам листи до їх рідних російською, мовою казанських татар, казахською тощо. Вояки назвиали її не інакше як «матуся», а мене, оскільки відвідував цю лікарню — «татусем».

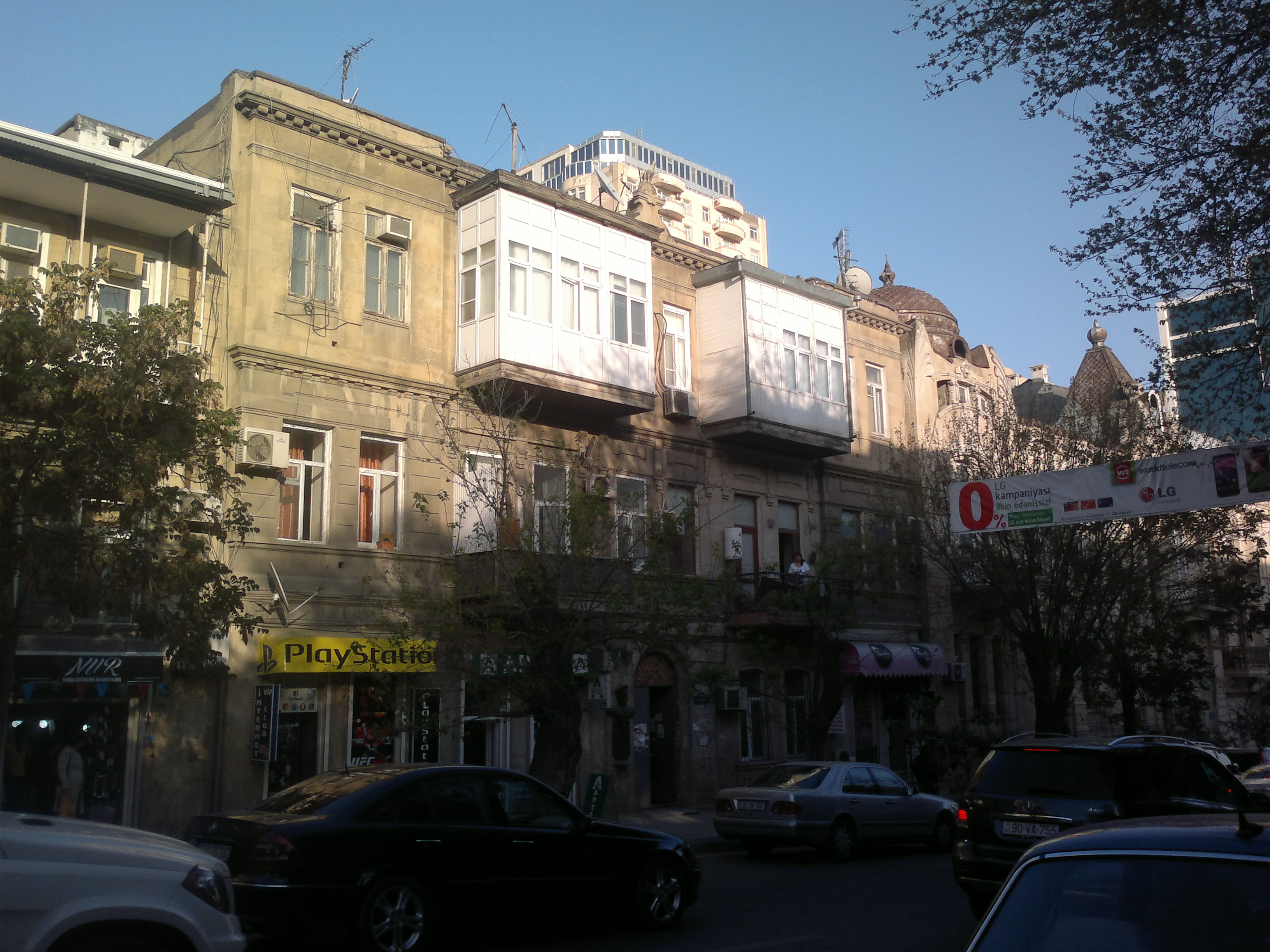
Будинок в Баку де мешкало подружжя Шихлінських.

У 1918 р. після Великої війни оселяється в Баку, де займається літературною діяльністю. 
Померла 15 серпня 1931 р. в Баку.

## Родина
Батько — Мірза Гусейн Ефенді Юсіф огли Гаібзаде (Гаібов) (1830—1917), муфтій Закавказзя, відомий громадський та суспільний діяч регіону, педагог, просвітник, філолог.
Мати — Саадат-ханум Гаібзаде (Гаібова), громадська та суспільна діячка. 
Сестри — Ефенді, Гевхар. 
Перший чоловік — Дервіш бек Палавандов, представник шляхетного грузинського (аджарського) роду Палавандових, син князя Мамед бека Палавандова — судді Газахського повіту. 
Другий чоловік — Алі-Ага Ісмаіл-Ага огли Шихлінський (1863—1943), військовий діяч Російської імперії, Азербайджанської Демократичної Республіки та Радянського Союзу, генерал, артилерист. Учасник Російсько-Японської та Першої світової війни.
Син — Хосров, від першого шлюбу. Помер малолітнім. 
Троюрідний брат — Фаррух-Ага Гаібов (1891—1916), авіатор, перший військовий льотчик азербайджанець, учасник Першої світової війни.